# Grupo de Liderazgo Climático C40
El Grupo de Liderazgo Climático, conocido como el C40, está constituido por un grupo de ciudades que aúnan esfuerzos para reducir las emisiones de carbono en la atmósfera y adaptarse al cambio climático. Estas ciudades consideran el cambio climático como el gran desafío del mundo moderno e intentan fomentar su desarrollo y economía, siendo siempre consecuentes con el medio ambiente y el bienestar de la sociedad. El 70% de las ciudades miembros del C40 han implementado sus acciones contra la contaminación y el cambio climático. En 2017, durante la Cúpula del Clima de América del Norte, en Chicago, la organización anunció las 10 ciudades más sostenibles del mundo, donde existe un gran empeño, según la institución, en buscar soluciones a la mayor amenaza medioambiental a la que se enfrenta la humanidad.

## Miembros
| Ciudad                     | País                   |
| -------------------------- | ---------------------- |
| Africa                     |                        |
| Adís Abeba                 | Etiopía                |
| El Cairo                   | Egipto                 |
| Johannesburgo              | Sudáfrica              |
| Lagos                      | Nigeria                |
| Acra                       | Ghana                  |
| Dakar                      | Senegal                |
| Dar es Salaam              | Tanzania               |
| Cape Town                  | Sudáfrica              |
| Tshwane                    | Sudáfrica              |
| Durban                     | Sudáfrica              |
| Abiyán                     | Costa de Marfil        |
| América                    |                        |
| Chicago                    | Estados Unidos         |
| Houston                    | Estados Unidos         |
| Los Ángeles                | Estados Unidos         |
| Nueva York                 | Estados Unidos         |
| Filadelfia                 | Estados Unidos         |
| Nueva Orleans              | Estados Unidos         |
| Portland                   | Estados Unidos         |
| San Francisco (California) | Estados Unidos         |
| Seattle                    | Estados Unidos         |
| Washington D. C.           | Estados Unidos         |
| Austin                     | Estados Unidos         |
| Boston                     | Estados Unidos         |
| Bogotá                     | Colombia               |
| Buenos Aires               | Argentina              |
| Curitiba                   | Brasil                 |
| Guadalajara                | México                 |
| Ciudad de México           | México                 |
| Lima                       | Perú                   |
| Medellín                   | Colombia               |
| Quito                      | Ecuador                |
| Río de Janeiro             | Brasil                 |
| Sao Paulo                  | Brasil                 |
| Salvador                   | Brasil                 |
| Santiago                   | Chile                  |
| Toronto                    | Canadá                 |
| Vancouver                  | Canadá                 |
| Montreal                   | Canadá                 |
| Asia                       |                        |
| Pekín                      | China                  |
| Chengdú                    | China                  |
| Cantón (China)             | China                  |
| Nankín                     | China                  |
| Qingdao                    | China                  |
| Shenzhen                   | China                  |
| Wuhan                      | China                  |
| Fuzhou                     | China                  |
| Zhenjiang                  | China                  |
| Hong Kong                  | China                  |
| Shanghái                   | China                  |
| Bombay                     | India                  |
| Nueva Delhi                | India                  |
| Bangalore                  | India                  |
| Jaipur                     | India                  |
| Chennai                    | India                  |
| Calcuta                    | India                  |
| Daca                       | Bangladés              |
| Hanói                      | Vietnam                |
| Ciudad Ho Chi Minh         | Vietnam                |
| Estambul                   | Turquía                |
| Yakarta                    | Indonesia              |
| Karachi                    | Pakistán               |
| Seúl                       | Corea del Sur          |
| Tokio                      | Japón                  |
| Yokohama                   | Japón                  |
| Kuala Lumpur               | Malasia                |
| Ciudad Quezón              | Filipinas              |
| Singapur                   | Singapur               |
| Amán                       | Jordania               |
| Dubái                      | Emiratos Árabes Unidos |
| Bangkok                    | Tailandia              |
| Oceania                    |                        |
| Melbourne                  | Australia              |
| Auckland                   | Nueva Zelanda          |
| Sídney                     | Australia              |
| Europa                     |                        |
| Atenas                     | Grecia                 |
| Berlín                     | Alemania               |
| Londres                    | Reino Unido            |
| Madrid                     | España                 |
| Barcelona                  | España                 |
| París                      | Francia                |
| Roma                       | Italia                 |
| Milán                      | Italia                 |
| Venecia                    | Italia                 |
| Varsovia                   | Polonia                |
| Ámsterdam                  | Países Bajos           |
| Róterdam                   | Países Bajos           |
| Basilea                    | Suiza                  |
| Estocolmo                  | Suecia                 |
| Copenhague                 | Dinamarca              |
| Moscú                      | Rusia                  |
| Oslo                       | Noruega                |
| Tel Aviv                   | Israel                 |

### Cities4Energy
En esta categoría, se premia la excelencia en construcción de eficiencia energética y limpia, estas edificaciones intentan reducir el consumo energético, promoviendo el uso de energías renovables.

### Cities4Mobility
En este apartado, son premiadas las ciudades con proyectos de transporte sostenible, que priorizan la circulación de peatones antes que el de ningún otro tipo de vehículo. En esta categoría están incluidas ciudades con proyectos de transporte público sostenible, o que orientan el transporte de sus ciudadanos hacia opciones ecológicas, como las bicicletas o los coches eléctricos. En resumen, iniciativas para el transporte, que reduzcan las emisiones de gases de efecto invernadero y la contaminación atmosférica.

### Cities4ZeroWaste
Esta categoría premia la excelencia de las ciudades en la reducción de residuos, teniendo en cuenta la administración de los recursos materiales, así como la emisión de gases contaminantes.

### Cities4Action
Esta categoría premia planes de acción globales para toda la ciudad. Para otorgar este galardón se tiene en cuenta el compromiso a largo plazo, con planes y acciones integrales de largo alcance, que reducirán las emisiones de gases de efecto invernadero, cuadrando agendas sociales, económicas y ambientales a largo plazo.

### Cities4Tomorrow
Este premio esta orientado al futuro, para lograrlo, se debe tener un ambicioso proyecto, que prepare y adapte a la ciudad para los posibles cambios que puede sufrir por culpa del cambio climático, además se valora la evaluación de riesgos y programas que pueden hacer a las ciudades más resistentes a estos cambios.

## C40 Cities Awards 2017
En la edición de 2017 han sido premiadas, en cada categoría, una ciudad norteamericana y otra ciudad del resto del mundo.

### Cities4Energy
Copenhague (Dinamarca): es la primera ciudad a nivel mundial en elaborar un sistema de motorización de edificios totalmente centralizado, con el objetivo de ser en 2025 una ciudad neutra en carbono.
Chicago: El Ayuntamiento de la ciudad tiene un plan ¨Retrofit Chicago¨ que aúna el esfuerzo de varias organizaciones locales con el fin de mejorar la eficiencia energética, reducir emisiones de gas invernadero y ahorrar costes para los residentes y las empresas de Chicago.

### Cities4Mobility
Salaam (Tanzania): La implantación de un nuevo sistema de Bus Rapid Transit (BRT) que es usado por 200.000 personas al día, esta reduciendo el deterioro ambiental que producen el gran tránsito de coches y motos, a la vez que permite que los  desplazamientos a la urbe sean más económicos.
Nueva York: El programa South Bronx Clean Truck Program impulsa la compra de vehículos con bajas emisiones de carbono, para modernizar el parque automovilístico de camiones, con el fin de reducir la contaminación atmosférica hasta un 75% por camión.

### Cities4ZeroWaste
Auckland (Nueva Zelanda): El Plan de Gestión y Minimización de Residuos de Auckland, consiste en recuperar y reutilizar el 65% de los residuos orgánicos de la ciudad, convirtiéndolos en comportase para el sector agrario.
Phoenix: La iniciativa Reimagine Phoenix se propone reducir en un 40% lo residuos de la ciudad hasta 2020 y una vez alcanzado este objetivo quieren lograr 0% de residuos para 2050.

### Cities4Action
Ciudad de México: La ciudad ha logrado frenar hasta en un 68% el impacto desproporcionado que pueden tener los acontecimientos climáticos extremos en los grupos con menor poder adquisitivo y en exclusión social.
Fort Collins: El Plan de Acción Climática de Fort Collins ha logrado reducir las emisiones de CO2 de cada individuo un 25%, su objetivo a largo plazo es la neutralidad total de carbono para el año 2050.

### Cities4Tomorrow
Wuhan (China): El paso del río Yangtsé por esta ciudad esta rodeado de numerosas fuentes de contaminación, buques de carga, canteras, factorías y fábricas de productos químicos. El Proyecto Integral de Rehabilitación de Wuhan ha preparado un plan para modificar la ribera del río, creando espacios para medios de transporte alternativos  y rehabilitando zonas industriales en desuso para su uso deportivo, logrando así que la zona sea más sostenible.
Washington D.C: Climate Ready D.C. es un plan que establece un compromiso a largo plazo sobre el cambio climático y como la ciudad se orientara a reducir el impacto que tiene en el medio ambiente, se verán modificados: el transporte, los edificios, el diseño de los barrios y las estructuras políticas de la ciudad.

### Ciudades C40 desinversoras en combustibles fósiles
Las ciudades signatarias de la desinversión son:
- Berlín,
- Bristol,
- Ciudad del Cabo,
- Durban,
- Londres,
- Los Ángeles,
- Milán,
- Nueva York,
- Nueva Orleans,
- Oslo,
- Pittsburgh y
- Vancouver